# Gran Premio de Río de Janeiro de Motociclismo de 2000
El Gran Premio de Río de Janeiro de Motociclismo de 2000 fue la decimocuarta prueba del Campeonato del Mundo de Motociclismo de 2000. Tuvo lugar en el fin de semana del 5 al 7 de octubre de 2000 en el Autódromo Internacional Nelson Piquet, situado en la ciudad de Río de Janeiro, Brasil. La carrera de 500cc fue ganada por Valentino Rossi, seguido de Alex Barros y Garry McCoy. Daijiro Kato ganó la prueba de 250cc, por delante de Tohru Ukawa y Marco Melandri. La carrera de 125cc fue ganada por Simone Sanna, Masao Azuma fue segundo y Youichi Ui tercero.

## Resultados 500cc
| Pos. | N.º | Piloto              | Constructor | Vueltas | Tiempo      | Parrilla | Pts. |
| ---- | --- | ------------------- | ----------- | ------- | ----------- | -------- | ---- |
| 1    | 46  | Valentino Rossi     | Honda       | 24      | 45:22.624   | 4        | 25   |
| 2    | 10  | Alex Barros         | Honda       | 24      | +0.970      | 2        | 20   |
| 3    | 24  | Garry McCoy         | Yamaha      | 24      | +3.446      | 13       | 16   |
| 4    | 6   | Norick Abe          | Yamaha      | 24      | +3.568      | 6        | 13   |
| 5    | 4   | Max Biaggi          | Yamaha      | 24      | +3.709      | 1        | 11   |
| 6    | 2   | Kenny Roberts, Jr.  | Suzuki      | 24      | +7.778      | 7        | 10   |
| 7    | 5   | Sete Gibernau       | Honda       | 24      | +8.260      | 11       | 9    |
| 8    | 55  | Régis Laconi        | Yamaha      | 24      | +8.518      | 9        | 8    |
| 9    | 8   | Tadayuki Okada      | Honda       | 24      | +17.506     | 8        | 7    |
| 10   | 17  | Jurgen vd Goorbergh | TSR-Honda   | 24      | +23.254     | 10       | 6    |
| 11   | 1   | Àlex Crivillé       | Honda       | 24      | +28.802     | 12       | 5    |
| 12   | 9   | Nobuatsu Aoki       | Suzuki      | 24      | +34.134     | 15       | 4    |
| 13   | 31  | Tetsuya Harada      | Aprilia     | 24      | +54.359     | 16       | 3    |
| 14   | 68  | Mark Willis         | Modenas     | 24      | +1:03.182   | 17       | 2    |
| 15   | 7   | Carlos Checa        | Yamaha      | 24      | +1:03.506   | 3        | 1    |
| 16   | 25  | José Luis Cardoso   | Honda       | 24      | +1:21.941   | 18       |      |
| 17   | 33  | David Tomás         | Honda       | 23      | +1 Vuelta   | 19       |      |
| 18   | 15  | Yoshiteru Konishi   | TSR-Honda   | 23      | +1 Vuelta   | 20       |      |
| Ret  | 65  | Loris Capirossi     | Honda       | 2       | Accidente   | 5        |      |
| Ret  | 99  | Jeremy McWilliams   | Aprilia     | 2       | Retirado    | 14       |      |
| DNQ  | 18  | Sébastien Le Grelle | Honda       |         | No calificó |          |      |

- Pole position: Max Biaggi, 1:51.058
- Vuelta Rápida: Valentino Rossi, 1:52.667

## Resultados 250cc
| Pos. | N.º | Piloto                 | Constructor | Vueltas | Tiempo    | Parrilla | Pts. |
| ---- | --- | ---------------------- | ----------- | ------- | --------- | -------- | ---- |
| 1    | 74  | Daijirō Katō           | Honda       | 22      | 42:14.822 | 3        | 25   |
| 2    | 4   | Tohru Ukawa            | Honda       | 22      | +0.064    | 6        | 20   |
| 3    | 35  | Marco Melandri         | Aprilia     | 22      | +0.190    | 1        | 16   |
| 4    | 56  | Shinya Nakano          | Yamaha      | 22      | +13.788   | 5        | 13   |
| 5    | 14  | Anthony West           | Honda       | 22      | +19.087   | 13       | 11   |
| 6    | 6   | Ralf Waldmann          | Aprilia     | 22      | +19.236   | 7        | 10   |
| 7    | 21  | Franco Battaini        | Aprilia     | 22      | +24.786   | 4        | 9    |
| 8    | 9   | Sebastián Porto        | Yamaha      | 22      | +31.874   | 12       | 8    |
| 9    | 24  | Jason Vincent          | Aprilia     | 22      | +41.546   | 10       | 7    |
| 10   | 37  | Luca Boscoscuro        | Aprilia     | 22      | +45.904   | 9        | 6    |
| 11   | 10  | Fonsi Nieto            | Yamaha      | 22      | +55.630   | 15       | 5    |
| 12   | 8   | Naoki Matsudo          | Yamaha      | 22      | +55.670   | 17       | 4    |
| 13   | 11  | Ivan Clementi          | Aprilia     | 22      | +55.980   | 19       | 3    |
| 14   | 22  | Sébastien Gimbert      | TSR-Honda   | 22      | +56.327   | 21       | 2    |
| 15   | 23  | Julien Allemand        | Yamaha      | 22      | +56.491   | 25       | 1    |
| 16   | 25  | Vincent Philippe       | TSR-Honda   | 22      | +56.713   | 22       |      |
| 17   | 26  | Klaus Nöhles           | Aprilia     | 22      | +1:08.066 | 14       |      |
| 18   | 15  | Adrian Coates          | Aprilia     | 22      | +1:12.784 | 28       |      |
| 19   | 41  | Jarno Janssen          | TSR-Honda   | 22      | +1:23.491 | 24       |      |
| 20   | 31  | Lucas Oliver Bultó     | Yamaha      | 22      | +1:39.172 | 25       |      |
| 21   | 20  | Jerónimo Vidal         | Aprilia     | 22      | +1:41.493 | 18       |      |
| Ret  | 19  | Olivier Jacque         | Yamaha      | 16      | Accidente | 2        |      |
| Ret  | 18  | Shahrol Yuzy           | Yamaha      | 11      | Accidente | 20       |      |
| Ret  | 42  | David Checa            | TSR-Honda   | 7       |           | 11       |      |
| Ret  | 68  | Cristiano Irias-Vieira | Honda       | 5       |           | 30       |      |
| Ret  | 77  | Jamie Robinson         | Aprilia     | 4       |           | 23       |      |
| Ret  | 67  | Cesar Barros           | Honda       | 1       | Accidente | 29       |      |
| Ret  | 16  | Johan Stigefelt        | TSR-Honda   | 0       |           | 27       |      |
| Ret  | 30  | Alex Debón             | Aprilia     | 0       | Accidente | 8        |      |
| DNS  | 66  | Alex Hofmann           | Aprilia     |         | No corrió | 16       |      |

- Pole position: Marco Melandri, 1:53.464
- Vuelta Rápida: Olivier Jacque, 1:54.394

## Resultados 125cc
| Pos. | N.º | Piloto             | Constructor | Vueltas | Tiempo      | Parrilla | Pts. |
| ---- | --- | ------------------ | ----------- | ------- | ----------- | -------- | ---- |
| 1    | 16  | Simone Sanna       | Aprilia     | 21      | 42:14.265   | 3        | 25   |
| 2    | 3   | Masao Azuma        | Honda       | 21      | +0.034      | 9        | 20   |
| 3    | 41  | Youichi Ui         | Derbi       | 21      | +5.680      | 2        | 16   |
| 4    | 8   | Gianluigi Scalvini | Aprilia     | 21      | +14.597     | 6        | 13   |
| 5    | 9   | Lucio Cecchinello  | Honda       | 21      | +14.890     | 14       | 11   |
| 6    | 5   | Noboru Ueda        | Honda       | 21      | +15.056     | 10       | 10   |
| 7    | 23  | Gino Borsoi        | Aprilia     | 21      | +16.677     | 7        | 9    |
| 8    | 1   | Emilio Alzamora    | Honda       | 21      | +17.033     | 15       | 8    |
| 9    | 12  | Randy de Puniet    | Aprilia     | 21      | +17.566     | 11       | 7    |
| 10   | 22  | Pablo Nieto        | Derbi       | 21      | +18.043     | 13       | 6    |
| 11   | 15  | Alex De Angelis    | Honda       | 21      | +20.526     | 8        | 5    |
| 12   | 26  | Ivan Goi           | Honda       | 21      | +20.695     | 20       | 4    |
| 13   | 17  | Steve Jenkner      | Honda       | 21      | +26.309     | 16       | 3    |
| 14   | 18  | Toni Elías         | Honda       | 21      | +50.820     | 22       | 2    |
| 15   | 34  | Eric Bataille      | Honda       | 21      | +1:04.998   | 21       | 1    |
| 16   | 51  | Marco Petrini      | Aprilia     | 21      | +1:05.290   | 17       |      |
| 17   | 11  | Max Sabbatani      | Honda       | 21      | +1:05.753   | 18       |      |
| 18   | 35  | Reinhard Stolz     | Honda       | 21      | +1:27.528   | 24       |      |
| Ret  | 32  | Mirko Giansanti    | Honda       | 20      |             | 4        |      |
| Ret  | 21  | Arnaud Vincent     | Aprilia     | 16      |             | 12       |      |
| Ret  | 24  | Leon Haslam        | Italjet     | 15      |             | 23       |      |
| Ret  | 39  | Jaroslav Huleš     | Italjet     | 11      |             | 19       |      |
| Ret  | 4   | Roberto Locatelli  | Aprilia     | 7       |             | 1        |      |
| Ret  | 54  | Manuel Poggiali    | Derbi       | 6       |             | 5        |      |
| DNS  | 29  | Ángel Nieto Jr     | Honda       |         | No corrió   | 25       |      |
| DNS  | 53  | William De Angelis | Aprilia     |         | No corrió   | 26       |      |
| DNQ  | 90  | Leandro Panades    | Honda       |         | No calificó |          |      |
| DNQ  | 89  | Renato Ramos       | Honda       |         | No calificó |          |      |
| DNQ  | 52  | Gian Calabrezzi    | Honda       |         | No calificó |          |      |
| DNQ  | 87  | Wesley Gutierrez   | Honda       |         | No calificó |          |      |

- Pole position: Roberto Locatelli, 1:59.011
- Vuelta Rápida: Mirko Giansanti, 1:59.368